# Lockdown 2011
Lockdown 2011 è stata la settima edizione del pay-per-view prodotto dalla Total Nonstop Action Wrestling (TNA). L'evento ha avuto luogo il 17 aprile 2011 presso il U.S. Bank Arena di Cincinnati in Ohio.

## Risultati
| # | Match | Stipulazioni | Durata         |
| - | --- | --- | -------------- |
| 1 | Devon ha sconfitto Anarquia | Steel cage match | 02:30 Pre-show |
| 2 | Max Buck ha sconfitto Amazing Red, Brian Kendrick, Chris Sabin, Jay Lethal, Jeremy Buck, Robbie E (con Cookie) e Suicide                                | Xscape match per determinare il Number One Contender al titolo TNA World Tag Team Championship                                                             | 13:33          |
| 3 | Ink Inc. (Jesse Neal e Shannon Moore ha sconfitto The British Invasion (Douglas Williams e Magnus), Crimson, Scott Steiner, Eric Young e Orlando Jordan | 4-Way Tornado tag team match Steel Cage match | 08:51          |
| 4 | Mickie James ha sconfitto Madison Rayne (c) | Steel Cage match per il titolo TNA Women's Knockout Championship                                                                                           | 00:36          |
| 5 | Samoa Joe ha sconfitto D'Angelo Dinero per sottomissione                                                                                                | Steel Cage match | 10:25          |
| 6 | Matt Morgan ha sconfitto Hernandez (con Anarquia, Sarita e Rosita)                                                                                      | Steel Cage match | 08:13          |
| 7 | Jeff Jarrett (con Karen Angle) ha sconfitto Kurt Angle                                                                                                  | Ultra male Rules 2 out of 3 falls match Steel Cage match - Primo fall solo sottomissione - Secondo fall solo schienamento - Terzo fall uscire dalla gabbia | 22:37          |
| 8 | Sting (c) ha sconfitto Rob Van Dam e Mr. Anderson | 3-way Steel Cage match per il titolo TNA World Heavyweight Championship                                                                                    | 08:55          |
| 9 | Fortune (Christopher Daniels, Kazarian, Robert Roode e James Storm) hanno sconfitto Immortal (Ric Flair, Abyss, Bully Ray e Matt Hardy)                 | Lethal Lockdown match | 22:52          |
|   | (c) è riferito al campione in carica al momento dell'inizio del match.                                                                                  | |                |

### Xscape match
Ordine di eliminazione dell'Xscape match per il titolo TNA X Division Championship riportato alla seconda voce della tabella soprastante.
| Ordine di eliminazione | Eliminato      | Eliminato da   | Tempo |
| ---------------------- | -------------- | -------------- | ----- |
| 1°                     | Suicide        | Robbie E       | 2:04  |
| 2°                     | Jay Lethal     | Amazing Red    | 4:59  |
| 3°                     | Amazing Red    | Chris Sabin    | 5:06  |
| 4°                     | Chris Sabin    | Max Buck       | 6:36  |
| 5°                     | Jeremy Buck    | Max Buck       | 9:12  |
| 6°                     | Robbie E       | Brian Kendrick | 11:44 |
| Perdente               | Brian Kendrick |                | 13:33 |
| Vincitore              | Max Buck       |                | 13:33 |